# Мельгуновка (река)
Мельгуно́вка — река в Приморском крае России.
До 1972 года имела китайское название Мо. Переименована после вооружённого конфликта за остров Даманский.
Образуется слиянием рек Нестеровка и Студёная, в 4 км к северо-западу от села Лукашевка Хорольского района.  Течёт в восточном направлении и впадает в озеро Ханка.
Длина 67 км (от истока реки Нестеровка — 165 км), площадь бассейна 3510 км², падение реки 22 м (от истока Нестеровки — 547 м), средний уклон 3,35 ‰. Ширина реки от 15 до 50 м. Глубины изменяются от 1 до 5 м.
Основные притоки реки: Молоканка (л.б., 55-й км) и Криничная (п.б., 39-й км).
До впадения реки Молоканка по реке проходит административная граница между Пограничным (левый берег) и Хорольским (правый берег) районом, ниже впадения — проходит административная граница между Ханкайским (левый берег) и Хорольским (правый берег) районом.
Населённые пункты в долине реки:
- Ханкайский район: Мельгуновка, Морозовка, Владимиро-Петровка.
- Хорольский район: Луговой, Новодевица, Стародевица.

Долина реки от села Мельгуновка и до озера Ханка, а по ширине долины от села Владимиро-Петровка и до села Новодевица мелиорирована, прорыто множество каналов, используемых для орошения рисовых полей.